# بحران ماراوی
بحران ماراوی (به فیلیپینی: Krisis sa Marawi) یا نبرد ماراوی (به فیلیپینی: Labanan sa Marawi) یک درگیری مسلحانه در شهر ماراوی، لانائو جنوبی فیلیپین است که از ۲۳ مه ۲۰۱۷ بین نیروهای امنیتی دولت فیلیپین و شبه‌نظامیان مائوته و گروه‌های جهادی سلفی ابوسیاف شروع شده‌است.
به گفته دولت فیلیپین درگیری‌ها زمانی شروع شد که نیروهای ارتش برای دستگیری ایسنیلون هاپیلون سرکرده گروه ابوسیاف وارد شهر شدند. گزارش‌ها مبنی بر این بود که او احتمالاً برای دیدار با شبه‌نظامیان گروه مائوته وارد این شهر شده‌است. سپس نیروهای هاپیلون شروع به تیراندازی به نیروهای مشترک ارتش و پلیس نمودند و درگیری مسلحانه شدیدی درگرفت. شبه‌نظامیان مائوته که پیش از این با گروه داعش بیعت کرده‌اند به کمک افراد هاپیلون آمدند.
شبه نظامیان وابسته به گروه تروریستی داعش پس از حمله به شهر «ماراوی» در جنوب فیلیپین اقدام به تخریب ساختمان‌ها، گردن زدن رئیس پلیس و اسیر گرفتن کشیش‌های کاتولیک و برافراشتن پرچم‌های سیاه در این شهر کردند. در جریان این درگیری‌ها ۲۱ نفر کشته شده‌اند.
رودریگو دوترته، رئیس‌جمهور فیلیپین اعلام کرد که به شکلی سختگیرانه و حکومت نظامی در منطقه‌ای بحران زده در جنوب این کشور اعمال می‌کند.
لورنزا وزیر دفاع فیلیپین در یک کنفرانس خبری در شهر مسکو گفت: کل شهر ماراوی در خاموشی قرار گرفته و تک‌تیراندازهای گروه مائوته در سراسر این شهر پراکنده شده‌اند.
در ۱۷ اکتبر پس از مرگ عمر مائوته و ایسنیلون هاپیلون رئیس‌جمهور دوترته اعلام کرد ماراوی آزاد شده‌است. با این حال ژنرال Restituto Padilla یک سخنگوی ارتش اعلام کرد جنگ‌طلبان هنوز باقی هستند و تا نابودی کامل آنان جنگ ادامه خواهد داشت.